# بیس (۲-اتیل‌هگزیل) آدیپات
بیس(۲-اتیل‌هگزیل) آدیپات (به انگلیسی: Bis(2-ethylhexyl) adipate) یک ترکیب شیمیایی با شناسه پاب‌کم ۷۶۴۱ است. شکل ظاهری این ترکیب، مایع روغنی بی‌رنگ است.